# Forster Musenhang

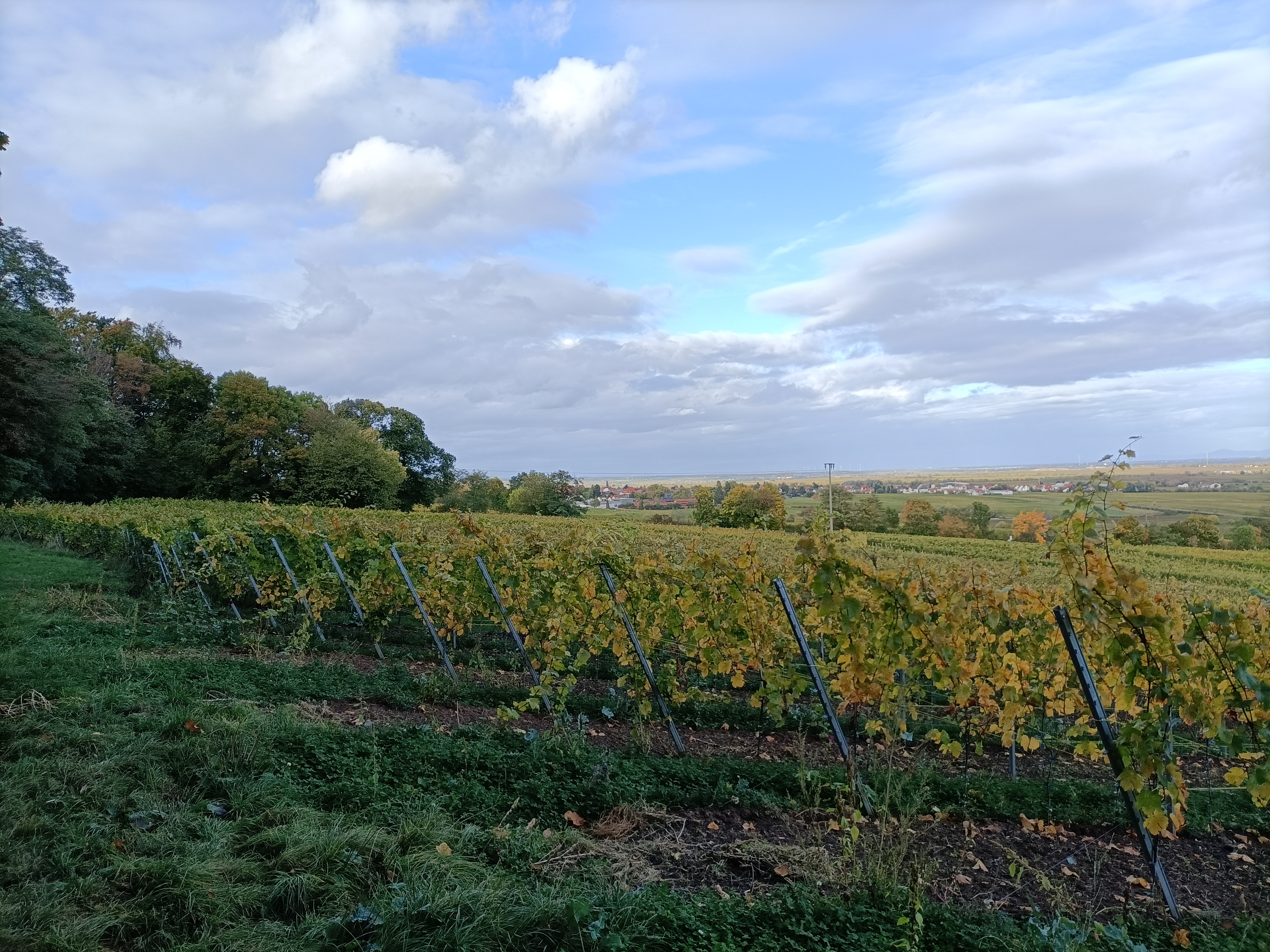
Die Rebstöcke des Musenhangs schmiegen sich an den Saum des Pfälzerwalds

Musenhang heißt eine Weinlage bei der Gemeinde Forst an der Weinstraße (Rheinland-Pfalz). Ihre Rebfläche umfasst 8,0 ha.

## Lage, Klima, Böden
Der Musenhang gehört zum Weinanbaugebiet Pfalz und hier zum nördlichen Bereich Mittelhaardt-Deutsche Weinstraße. Es ist eine Einzellage, die zur Großlage Forster Mariengarten gehört. Sie befindet sich vollständig auf der Gemarkung von Forst an der Weinstraße. Das Areal des Musenhangs liegt in einer Höhe von 160 bis 270 m ü. NHN, es ist zu 80 % steil und zu 20 % hängig. Das Gelände ist zum Pfälzerwald im Westen hin ansteigend, der in seinem Lee den Musenhang vor Niederschlägen schützt.
Die Böden des Musenhangs bestehen aus lehmigem Sand und Kalk.

## Name

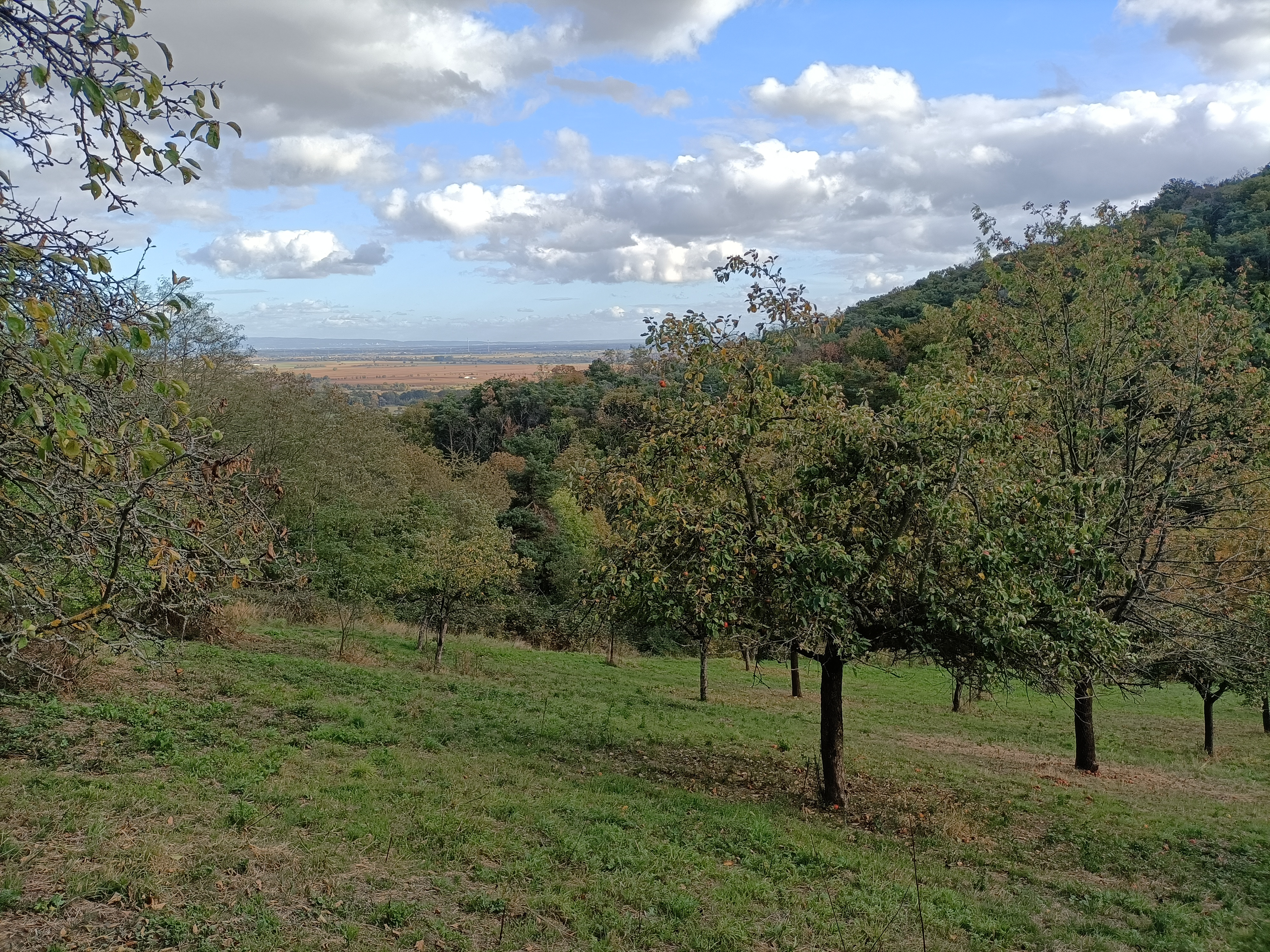
Streuobstwiese auf dem alten Musenhang im Margarethental

Die Erstnennung des Namens war im 1836 als „Musenhang“. Ursprünglich war damit ein Gelände auf dem Südhang oberhalb der Sohle im unteren Teil des Margarethentals gemeint, das im Jahr 1821 – damals noch bewaldet – von der Gemeinde Forst versteigert und kurz danach gerodet wurde. Vor der Rodung war es mit Eichenbäumen bestanden, danach wurden Weinreben angepflanzt. In den 1990er Jahren wurde dann auf dem alten Musenhang eine Streuobstwiese angelegt.
Möglicherweise rührt der Name von „Musehelde“ her (siehe Deidesheimer Mäushöhle); da aber frühere Erwähnungen fehlen, lässt sich darüber nur spekulieren; eine andere Erklärung ist, dass der Name von Moos abgeleitet wurde und „Musenhang“ einen mit Moos bewachsenen Hang bezeichnete.